# Mathewsoconcha suteri
Mathewsoconcha suteri är en snäckart som först beskrevs av William Henry Sykes 1900.  Mathewsoconcha suteri ingår i släktet Mathewsoconcha och familjen Helicarionidae. Inga underarter finns listade i Catalogue of Life.